# Pekan Bandar Khalipah
Pekan Bandar Khalipah is een bestuurslaag in het regentschap Serdang Bedagai van de provincie Noord-Sumatra, Indonesië. Pekan Bandar Khalipah telt 2389 inwoners (volkstelling 2010).